# Марк Ветий Болан
Вижте пояснителната страница за други личности с името Марк Ветий Болан.
Марк Ветий Болан (на латински: Marcus Vettius Bolanus; † 76 г.) e политик и генерал на Римската империя през 1 век.
През 62 г. служи лато легат при Гней Домиций Корбулон в Азия. През септември 66 г., по времето на император Нерон, Ветий Болан е до декември суфектконсул заедно с Марк Арунций Аквила.
Болан е привърженик на Вителий и през 69 до 71 г. става управител на Британия. Помага на Веспасиан да получи престола.
Болан е женен за Понтия, дъщеря на Публий Петроний и баща на близнаците Марк Ветий Болан (консул 111 г.) и Ветий Криспин, покровител на Стаций (40 – 96).